# Estação Piedras
A Estação Piedras é uma das estações do Metro de Buenos Aires, situada em Buenos Aires, entre a Estação Perú e a Estação Lima. Faz parte da Linha A.
Foi inaugurada em 01 de dezembro de 1913. Localiza-se na Avenida de Mayo. Atende o bairro de Monserrat.
É uma estação concorrida devido a que se encontra na zona central de Buenos Aires, onde estão instalados vários edifícios de oficinas, e é usado por centenas de milhares de pessoas para concorrer a seus trabalhos.
Em 1997 esta estação foi declarada monumento histórico nacional.